# Ксеркс I
Ксеркс I (на персийски: خشایارشا, Khshayarshā, на староперсийски: 𐎧𐏁𐎹𐎠𐎼𐏁𐎠 Xšayârša, означава „героичен цар“, или „герой сред царете“) е персийски цар от династията на Ахеменидите, царувал в периода 485 – 465 пр.н.е. Ксеркс I е най-известен като предводител на големия поход на персийската войска във война с Гърция.

## Произход
Син е на Дарий I и Атоса, дъщеря на Кир Велики.

## Управление
Отначало Ксеркс е ангажиран с потушаване на въстанията в Египет (484 пр.н.е.) и Вавилон (484 и 482 – 1 пр.н.е.). От 483 г. пр.н.е. насочва усилията си към подготовката на нов голям поход на запад, който да заличи провала на баща му Дарий I в предишната война срещу гърците.

### Гръко-Персийската война
Събрана в продължение на няколко години, огромната армия на персийския цар възлизала на 2 или 3 милиона души, според Херодот. Мнозина изследователи приемат, че численост от 300 до 500 000 души изглежда по-реална, а някои смятат, че персийската войска в Гърция едва ли е надвишавала 100 хиляди. В армията на Ксеркс имало войници от десетки подчинени народи, включително и 10 хил. елитни гвардейци, известни като „Безсмъртните“.
През 480 пр.н.е. Ксеркс оглавява армията и потегля от Сарди, с което дава началото на похода срещу гърците. Част от армията е транспортирана с кораби по море, но повечето от пехотата и самият Ксеркс преминават в Тракия през Хелеспонта (протока Дарданели) върху специално построени понтонни мостове. Според разказа на Херодот, когато буря разрушава мостовете, разгневеният Ксеркс заповядва морето да бъде бичувано с камшик за наказание.
Когато Ксеркс и многочислената му армия преминават в Европа, превесът на силите е явно на негова страна. Той е сключил съюз с Картаген, а някои от гръцките държави като Тесалия, Тива (Беотия) и Аргос минават на негова страна. Настъплението на персите в Тракия, Македония и Северна Гърция е успешно и почти безпроблемно.

#### Походът в Гърция
Първото сражение между перси и гърци е в подножието на теснината Термопили (т.нар. „Горещи порти“) през август 480 г. пр.н.е. Там армията на Ксеркс се сблъсква с няколкостотин спартанци и аркадци, предвождани от спартанския цар Леонид I. Гърците удържат за известно време прохода Термопили. Предател от гърците издава на персите, че има една овчарска пътека, по която могат да атакуват в гръб. Цар Леонид вижда, че битката е обречена и изпраща повечето от войниците у дома. Той самият остава да се бие заедно с 300 спартанци и отбранява прохода в продължение на три дни непрестанни боеве до смърт.
Жертвите от персийска страна са много големи, но тъй като са далеч по-многобройни, персите успяват да надделеят над малката спартанска армия и продължават своето настъпление в Гърция. Изоставената Атина е превзета и опожарена от Ксеркс, наказани са и редица други градове, оказали съпротива. Отбраняваната от гърците територия се свежда до Пелопонес. Въпреки това ходът на кампанията се обръща, след като флотът на персите търпи поражение в опустошителната Битка при Саламин (септември 480 г. пр.н.е.) срещу гръцкия флот, командван от Темистокъл. Обезпокоен от загубата и прекъснатата връзка по море, Ксеркс се оттегля да зимува с армията си в Северна Гърция.
В началото на 479 г. пр.н.е. Ксеркс научава за избухналия бунт във Вавилония, поради което се връща в Азия и оставя командването на своя приближен Мардоний. В заветната битка при Платея, в Беотия (август 479 г. пр.н.е.), персийската армия търпи решаващо поражение от обединената армия на двата най-силни гръцки полиса – Атина и Спарта, предвождана от Павзаний. Персите биват разгромени от 30 000 атинска и 10 000 спартанска армии, а персийският военачалник загива. Остатъците от персийската армия напускат Гърция. С това приключва втората Гръко-Персийска война.

### По-късно управление
Благодарение на гръцката пропаганда се налага мнението за Ксеркс като архетип на ориенталски деспот, жесток вманиачен тиранин и самовеличаещ се мегаломан, неспособен във военното дело. През последната част от управлението си Ксеркс е апатичен и бездеен владетел, подвластен на дворцовите интриги.
След неуспеха в Гърция, до края на Ксерксовото царуване, империята не води повече завоевателни походи. Държавата е частично дестабилизирана от серията бунтове на източните сатрапи и от появилия се глад. Ксеркс се опитва да засили зороастризма, потиска местните култове и конфискува големи богатства от храмовете в Египет и Вавилон.
Опитът на Ксеркс да реформира корумпираната администрация, като назначава избрани от него чиновници, води до недоволство сред аристократите. През 465 г. пр. Хр. Ксеркс I и най-големият му син Дарий стават жертва на дворцов заговор, начело с началника на охраната Артабан и евнуха Аспамитър, които убиват царя в покоите му.